# Pahangius
Pahangius is een geslacht van hooiwagens uit de familie Assamiidae.
De wetenschappelijke naam Pahangius is voor het eerst geldig gepubliceerd door Roewer in 1935. 

## Soorten
Pahangius is monotypisch en omvat slechts de volgende soort:
- Pahangius fasciatus